# Univerzita J. Selyeho

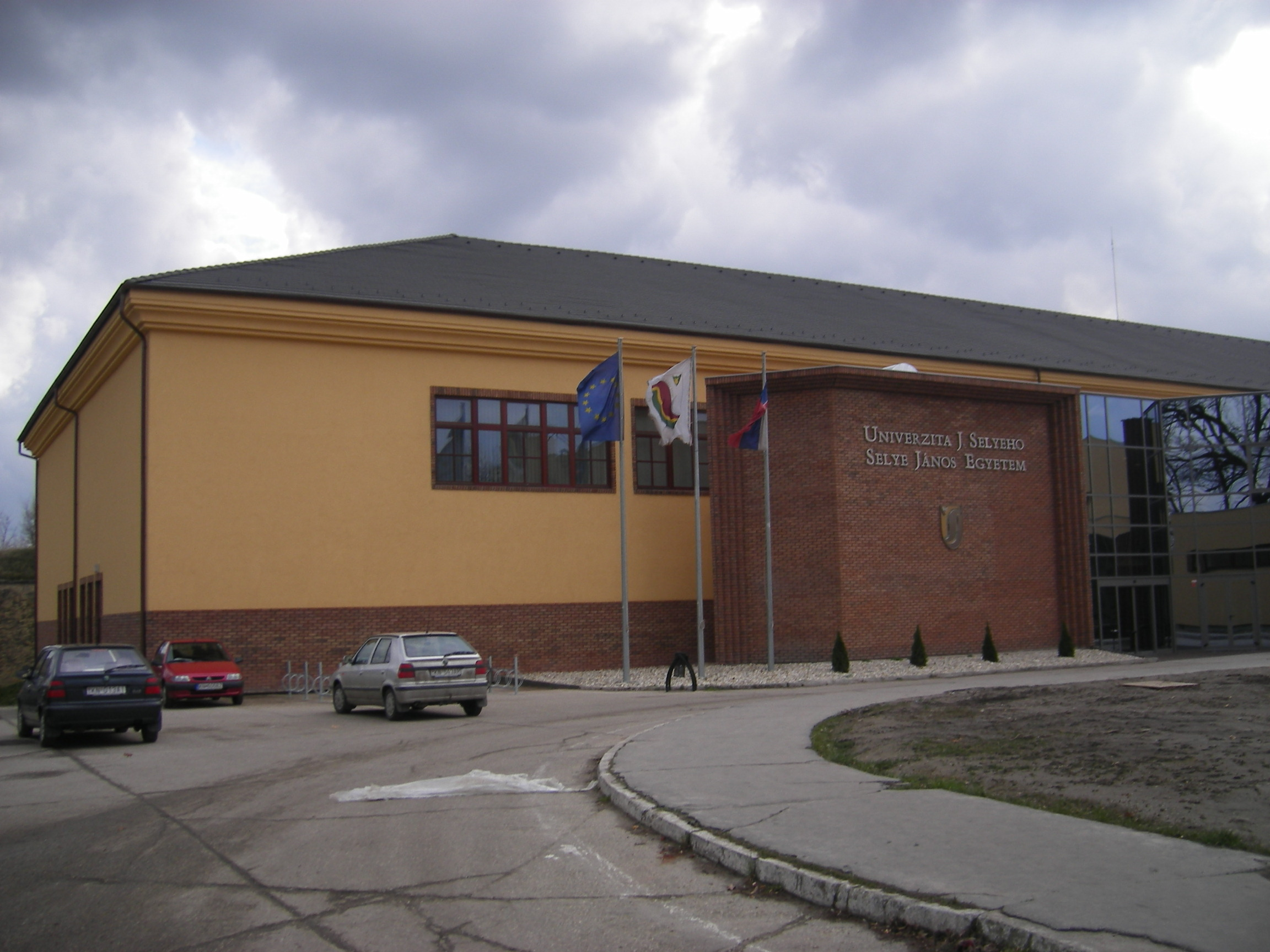
Hlavní vstup do univerzity.

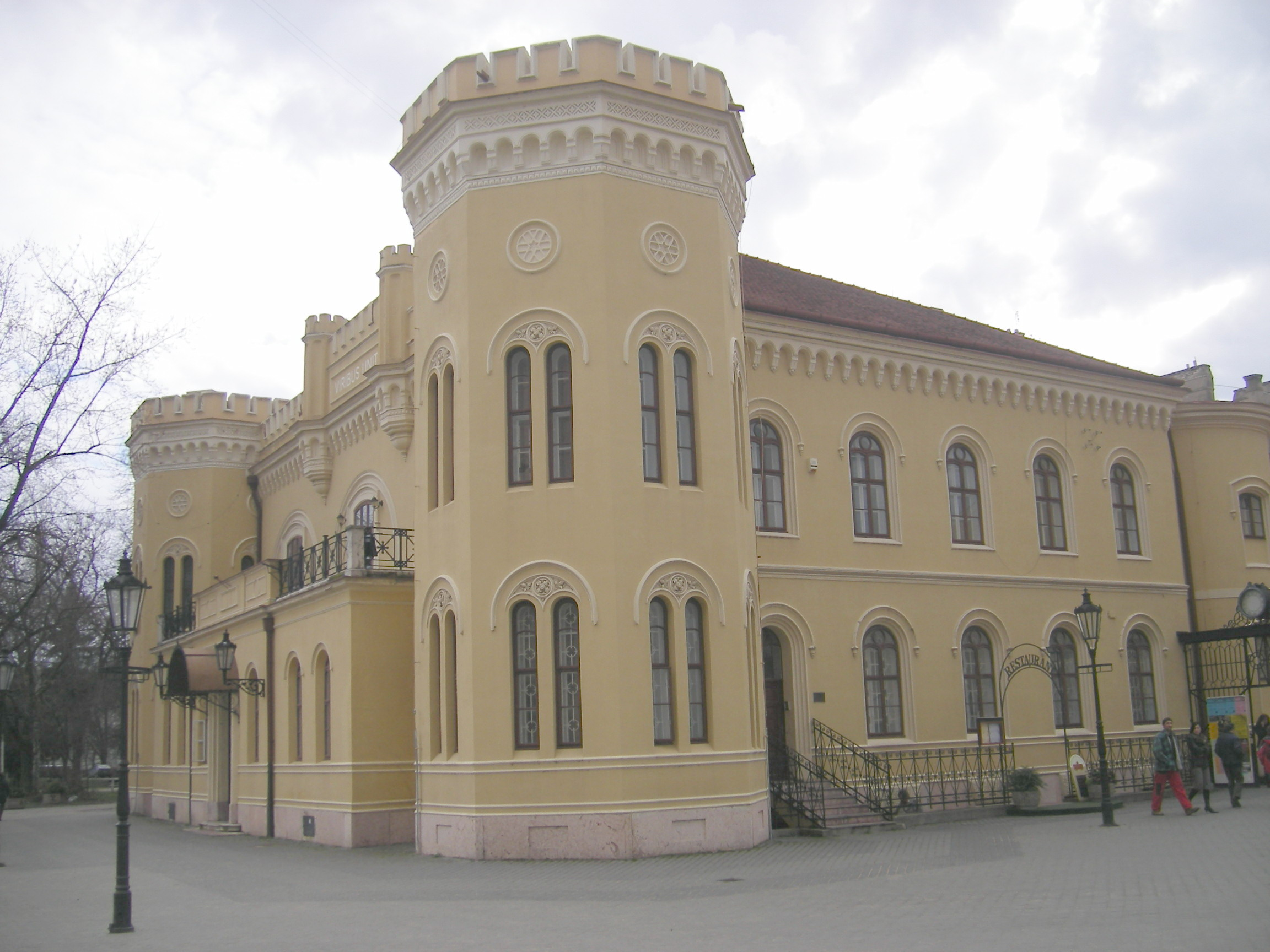
Budova univerzity.

Univerzita J. Selyeho (maďarsky Selye János Egyetem) je jediná maďarská vysoká škola univerzitního typu na Slovensku. Sídlí ve městě Komárno na jižním Slovensku. Univerzita byla zřízena zákonem č. 465/2003 Z.z. z 23. října 2003., byla pojmenována po maďarském endokrinologovi Hansi Selyeovi.
Rektorem univerzity je doc. RNDr. Tóth János, PhD.

## Fakulty

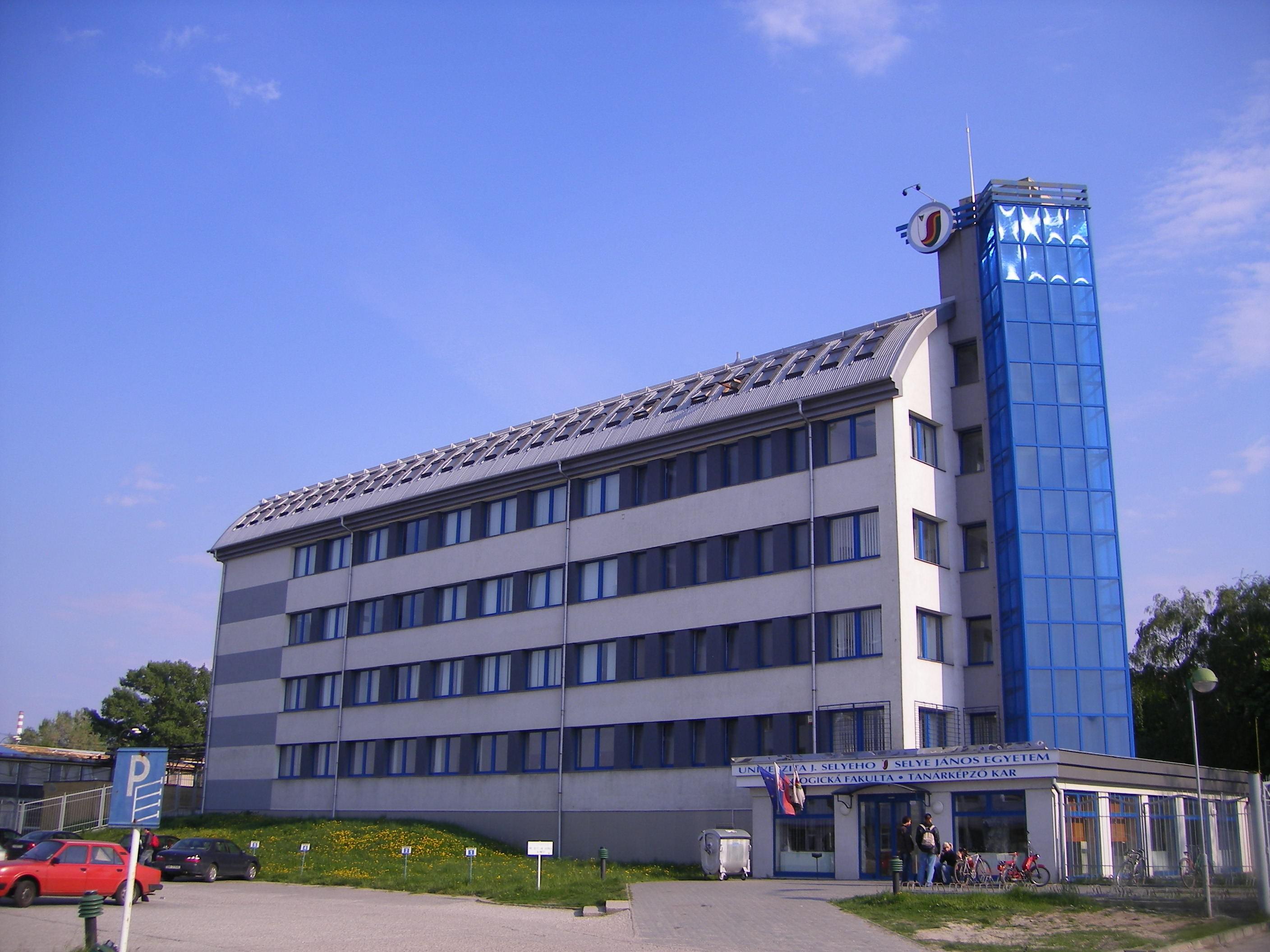
Pedagogická fakulta.

- Ekonomická fakulta
- Pedagogická fakulta
- Fakulta reformované teologie